# FC Neureut
Der Fußballclub Neureut 08 e. V. ist ein Sportverein aus dem Karlsruher Stadtteil Neureut. Er besteht aus den Abteilungen Fußball, Tennis und Gymnastik.

## Geschichte

### Fußball
Der Verein wurde 1908 als FC Alemannia Teutschneureut im Gasthaus zur Traube gegründet. Der Fußballsport wurde auf dem Karlsruher Exerzierplatz ausgeübt. 1913 fusionierte man mit den 1909 gegründeten FV Hertha Teutschneureut. Allerdings einigte man sich erst 1934 auf die heutige Bezeichnung und übernahm die Vereinsfarben Schwarz, Blau und Weiß. 1926 jedoch spalteten sich bereits einige Mitglieder wieder ab und gründeten den VfR Neureut. Am 1. November 1935 wird Welschneureut nach Teutschneureut eingemeindet, der Ort heißt nun „Neureut (Baden)“.
Neureut gelang 1934 der Aufstieg in die zweitklassige Fußball-Bezirksklasse Mittelbaden, in der sich der Verein bis zum Kriegsende halten konnte. 1937 scheiterte der Verein in der Aufstiegsrunde zur Gauliga Baden. 1946 bis 1948 spielte man in der Landesliga Nordbaden. 1954 gewann man die Staffelmeisterschaft der 2. Amateurliga und stieg in die 1. Amateurliga Nordbaden auf. Nach dem Abstieg 1956 wurde bereits 1958 der Wiederaufstieg in die 1. Amateurliga erreicht. Diese Klasse konnte bis 1964 gehalten werden. 1959 wurde der Verein nordbadischer Pokalsieger. Nach dem erneuten Wiederaufstieg 1967 spielte man bis 1976 nochmals in der 1. Amateurliga. In den letzten Jahren ist der Verein nur noch in den unteren Spielklassen des Badischen Fußballverbandes vertreten.

### Tennis
1947 wurde der TTC Neureut gegründet. Am 1. Januar 1950 erfolgte der Beitritt als neue Abteilung zum FC Neureut 08. Die höchsten sportlichen Erfolge waren 1999 die Aufstiege der 1. Herrenmannschaft in die 2. Bundesliga und der 1. Damenmannschaft in die Regionalliga-Süd. Am 29. Februar 2000 erfolgt der Austritt aus dem FC Neureut 08 und die Gründung des TTC Karlsruhe-Neureut. Eine Tennis-Abteilung bleibt weiterhin bestehen.

### Gymnastik
Die Abteilung Gymnastik wurde 1995 von den Alten Herren (AH) gegründet.
2008 wurde in der Badnerlandhalle Karlsruhe das 100-jährige Vereinsjubiläum gefeiert. Dazu wurde auch eine Festschrift herausgegeben. 